# Kallima cyaneformis
Kallima cyaneformis är en fjärilsart som beskrevs av Robert Christopher Tytler 1939. Kallima cyaneformis ingår i släktet Kallima och familjen praktfjärilar. Inga underarter finns listade i Catalogue of Life.